# Bieuxy
Bieuxy es una comuna francesa, situada en el departamento de Aisne, de la región de Alta Francia.

## Demografía
| 30 | 28 | 22 | 26 | 21 | 25 | 29 | 30 |
| Para los censos de 1962 a 1999 la población legal corresponde a la población sin duplicidades (Fuente: INSEE [Consultar]) |    |    |    |    |    |    |    |